# Élisabeth Le Port
Pour les articles homonymes, voir Le Port.
Élisabeth Le Port, née le 9 avril 1919 à Lorient, dans le Morbihan, décédée le 14 mars 1943 à Auschwitz est une résistante française.

## Biographie

### Jeunes années
Élisabeth, Marcelle, Marthe, Le Port nait le 9 avril 1919 à Lorient, dans le Morbihan. Elle est la fille de Marcel Le Port, 24 ans, cheminot ajusteur aux Établissements maritimes du port de Lorient, et de Marie-Thérèse Gloton. La famille s'installe en Indre et Loire, car le père trouve un emploi dans la compagnie du chemin de fer de Paris à Orléans.
Elisabeth Le Port grandit à Saint Symphorien, au Nord de Tours. Son frère Jack y naît le 9 juin 1925. Musicienne, elle obtient un prix de conservatoire au piano.
Elle souhaite devenir institutrice, et entre à l'Ecole Normale primaire de Tours en 1936. Elle se rapproche alors des étudiants communistes ce qui effraie ses parents, fervents catholiques. Son premier poste est à  Saint-Christophe-sur-le-Nais, au Nord-Ouest du département d'Indre et Loire. Elle intègre l'école du village en 1939 et est titularisée le 1er janvier 1940.

### Activités pendant l'occupation
Révoltée par la politique de collaboration du gouvernement de Vichy, elle intègre l'Union des étudiants communistes. Elle devient rapidement responsable du journal clandestin La lanterne, de sensibilité communiste et l'imprime illégalement dans son école par une technique de ronéotype. En 1942, elle intègre le réseau de résistance Front national.
Elle donne des cours particuliers de piano à Nicole Flejo, une jeune fille de 16 ans, amie d'un officier de la Wehrmacht. Elle découvre dans les tiroirs de l'institutrice de nombreux tracts. Elle la dénonce.
Le 18 juin 1942, la Gestapo l'arrête. Elle est emprisonnée dans la Maison d’arrêt de Tours, au 28 rue Henri-Martin. Elle y côtoie notamment la tourangelle Maria Murzeau. Puis elle est transférée au Fort de Romainville, le 7 novembre 1942. Elle y croise la tourangelle Hélène Fournier.
Le 24 janvier 1943, elle est déportée à Auschwitz, au camp de Birkenau. Elle fait partie du Convoi des 31000. En gare de Châlons-sur-Marne, elle jette une lettre par la fenêtre à destination de ses parents. Le message dit notamment : « Aujourd’hui, 24 janvier 1943, 250 femmes et 2 000 hommes internés au camp de Compiègne et Romainville.... sont déportés vers l’Allemagne en chantant "La Marseillaise" , confiants dans la victoire prochaine des alliés et de la libération de la France ». Des cheminots le feront parvenir à ses parents à Tours.
Elle est enregistrée à Birkenau le 27 janvier 1943 sous le matricule 31786, immédiatement tatoué sur son avant-bras gauche. Le 3 février, elle retourne à pied, avec d'autres détenues, par rangs de cinq, à Auschwitz.
En mars 1943, épuisée par la dysenterie, et pourtant aidée et soutenue par ses camarades, elle ne peut plus travailler. Elle est rouée de coups et elle entre au revier et y décède le 14 mars 1943. Ses parents apprennent son décès le 14 mai 1943 par la Kommandantur de Tours.
Nicole Flejo, la jeune femme qui l'a dénoncé en 1942, part ensuite comme travailleuse volontaire en Allemagne. A l'approche de la défaite de l'Allemagne, elle revient en France en 1945 en prenant l'identité d'Elisabeth Le Port. Démasquée, elle est condamnée le 20 septembre 1945 par la cour de Justice d'Indre et Loire à 20 ans de travaux forcés. Elle est mise en liberté provisoire en 1947.

## Hommages
Le 17 juin 1945, la municipalité de Saint-Christophe-sur-le-Nais organise une manifestation du souvenir en son honneur. Sont présents ses parents. La Nouvelle République relaie l'évènement. Pendant cette cérémonie, interviennent notamment Georges Girard, maire de la commune, Paul Racault, au nom du réseau Libération-Nord, l’inspecteur d’Académie, Héléna Fournier, rapatriée depuis six semaines d'Auschwitz et le préfet d’Indre-et-Loire. Jean Meunier est prévu mais ne peut finalement pas venir. Une plaque de marbre est alors apposée sur un mur de la classe où elle a enseigné. Cette plaque évoque une exécution par fusillade, ce qui est faux.
En 2010, à Saint-Christophe-sur-le-Nais, l'association Histoire et Patrimoine organise une soirée Hommage à Élisabeth Le Port, à laquelle une centaine de personnes assiste.
Une rue porte son nom à Saint-Christophe-sur-le-Nais. Des plaques commémoratives sont présentes Place Velpeau, à Tours, et dans sa salle de classe à Saint-Christophe-sur-le-Nais.

## Distinction
- Médaille de la Résistance française (décret du 29 novembre 1946)[6]